# Brabo
Pour les articles homonymes, voir Brabo (homonymie).
La Brabo est une régionale à Namur (Belgique), rassemblant des étudiants originaires de Flandre. Actuellement, la Brabo est la seule association étudiante de langue flamande dans le territoire de la région wallonne.

## Histoire
En 1986, quelques étudiants originaires de Flandre décident de créer leur propre régionale afin de permettre aux étudiants flamands de participer au folklore estudiantin de Namur. La Brabo devient ainsi la sixième des dix régionales de Namur. Elle décerne la calotte et possède son propre chant, Le Cheerio.

## Particularités
Dans un premier temps, la Brabo était destinée exclusivement aux étudiants de la province d'Anvers. C'est pour cette raison que le nom du héros mythique anversois Silvius Brabo a été choisi pour désigner la régionale. 
À partir de 1988, des étudiants provenant d'autres provinces flamandes ont été acceptés au sein de la Brabo.
Les couleurs héraldiques de la Brabo sont gueules - argent - gueules. Ses symboles sont le lion flamand et le valet de pique.
Chaque année elle organise sa Bibitive Matinale dans le centre de Namur. Aujourd'hui, la Brabo connait de nombreux Wallons en son sein, voulant apprendre le néerlandais.